# اپوک
اپوک - عصر (روسی: Эпо́ха) مجله‌ای ادبی که به‌وسیله فیودور داستایوسکی و برادرش میخاییل منتشر می‌شد.

## تاریخ انتشار
اولین دو شماره مشترک نشریه اپوک برای ماه‌های ژانویه و فوریه ۱۸۶۴ در ماه مارج منتشر شد که شامل اولین فصل‌های کتاب یادداشت‌های زیرزمینی فیودور داستایوسکی بود. یادداشت‌های زیر زمینی در اولین چهار نسخه مجله منتشر گردید. داستان کوروکودیل نیز در آخرین مجلد مجله به‌طبع رسید. داستان کوروکودیل هجمه‌ای بود به نظریات چرنیشفسکی و همچنان داستایوسکی در مقاله‌اش به نام آقای .. بوف و پرسش هنر نظریات نیکلای دوبرولیوبوف را به نقد می‌کشد و مباحثه قابل ملاحظه‌ای ما بین داستایوسکی و لیبرال‌های روسیه جریان می‌گیرد.
بعد از مرگ میخایل داستایوسکی در تاریخ ۱۸۶۴، داستایوسکی مدیر مسئول مجله می‌شود. در فوریه ۱۸۶۵ به دلیل مشکلات مالی مجبور می‌گردد که از ادامه انتشار مجله خودداری کند.
علاوه بر برخی از آثار داستایوسکی مقالاتی از آپولون گریگوریف و نیکلای استراخوف و داستان‌هایی از نویسندگان مطرح مانند ایوان تورگنیف و نیکلای لسکوف و داستان‌های عوام پسند وسفولد کرستوسکی و دیگران منتشر گردید.